# Charles Grey, 2. Earl Grey

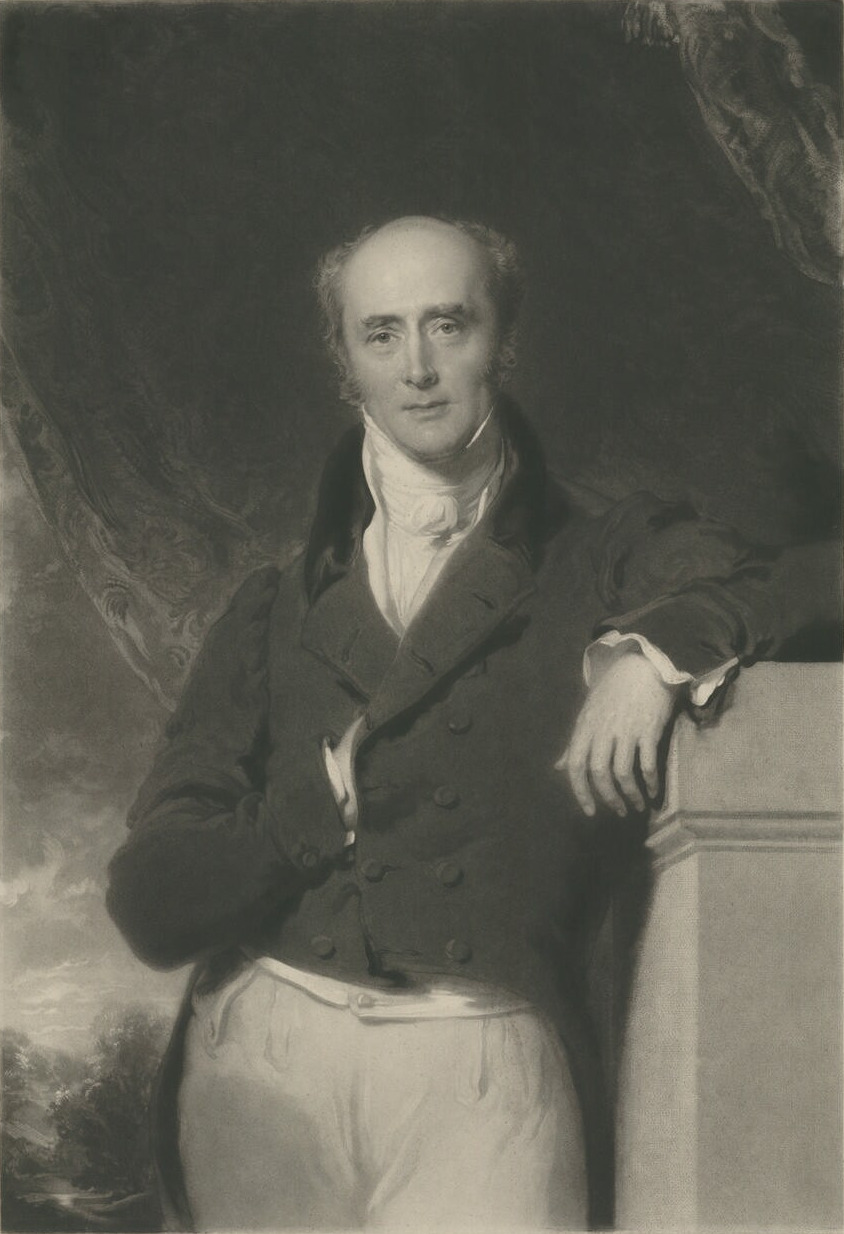
Charles Grey, 2. Earl Grey

Charles Grey, 2. Earl Grey KG, PC (* 13. März 1764 in Fallodon bei Alnwick, Northumberland; † 17. Juli 1845 in Howick) war ein britischer Adliger und Staatsmann. Er war Mitglied der Whig-Partei.

## Leben und Wirken
Charles Grey wurde am Eton College und am Trinity College der University of Cambridge ausgebildet, bereiste dann Frankreich, Spanien und Italien und wurde, erst 22 Jahre alt, für Northumberland ins Unterhaus gewählt. In seiner Jungfernrede gegen William Pitts Handelsvertrag mit Frankreich 1787 zeigte er vorzügliche Kenntnisse der französischen Zustände. Er war anfangs mit dem Prince of Wales (dem späteren Georg IV.) näher befreundet, aber bald entstand zwischen den beiden eine Spannung, weil Grey es ablehnte, zugunsten des Prinzen eine Handlung von zweifelhafter Ehrenhaftigkeit zu begehen.
Seitdem war sein Verhältnis zu dem Prinzen erkaltet. Trotzdem verteidigte er dessen Rechte, als 1788 bei der Krankheit des Königs eine Regentschaft ernannt werden sollte. 1792 begann Grey den Kampf für eine Parlamentsreform, indem er die berühmte Petition der von ihm mit gestifteten Gesellschaft der Volksfreunde überreichte, die um die Beseitigung der Missbräuche im britischen Repräsentationssystem sowie um Wiederherstellung dreijähriger Parlamente und um Bestimmungen zur Verminderung der Wahlkosten bat. Auf diese und andere Petitionen derselben Art baute Grey 1793 einen Antrag auf Einsetzung eines Untersuchungsausschusses, der aber verworfen wurde. Nachdem 1806 Greys Vater zum Earl erhoben worden war, erhielt Grey den Höflichkeitstitel Viscount Howick, wurde nach Pitts Tod Erster Lord der Admiralität in der Regierung aller Talente und nach Fox’ wenige Monate später erfolgtem Eintritt Außenminister.
Nach Entlassung dieses Whig-Ministeriums und der Bildung der Regierung Portland saß Grey 23 Jahre lang in der Opposition und wirkte besonders an der Unterdrückung des Sklavenhandels mit. Als Erbe seines Vaters war er im November 1807 ins House of Lords eingetreten, wo er die Führung der Opposition übernahm, ohne indes seine frühere Popularität ganz behaupten zu können. Zweimal, 1809 und 1812, wurde mit ihm wegen der Übernahme eines Ministerpostens verhandelt; doch scheiterten die Verhandlungen beide Male: 1809, weil er nicht hoffen konnte, die Genehmigung des Königs zur Katholikenemanzipation zu erlangen, 1812, weil seine Forderung, die ersten Hofämter neu zu besetzen, um den Einfluss der Kamarilla zu brechen, abgelehnt wurde.
1815, nach Napoleons Rückkehr von Elba, verteidigte Grey Frankreichs Recht, seine Verfassung selbst zu ordnen, und sprach mit Beredsamkeit gegen die Einmischung in die Geschicke des Landes. Während des berüchtigten Prozesses gegen die Königin Karoline, Gemahlin Georgs IV., zeichnete sich Grey als deren Verteidiger aus.
Auch gegen die Regierung Canning blieb er in der Opposition, unterstützte aber Wellingtons Widerstand gegen die Corn Laws, was ihn einen großen Teil seines Ansehens beim Volk kostete, den er nur schwer durch sein Auftreten für die Emanzipation der Katholiken wiederzugewinnen vermochte.
Nachdem sich die Regierung Wellington im November 1830 aufgelöst hatte, trat Grey als Premierminister an die Spitze einer neuen, die sich zu „Parlamentsreform, Verminderung der Staatslasten und Nichteinmischung in die Angelegenheiten fremder Staaten“ verpflichtete. Der von seiner Regierung eingebrachte Reform Act, mit dem Grey das in Verruf gekommene Wahlrecht reformieren und eine größere Zahl von rotten boroughs abschaffen wollte, wurde 1832 vom House of Commons angenommen, von den Lords aber abgelehnt.
Darauf erklärte Grey seinen Rücktritt, trat aber nach wenigen Tagen wieder in die Regierung ein, nachdem Wellington seinen Widerstand gegen die Gesetzesvorlage aufgegeben hatte, worauf diese im Juni 1832 in Kraft treten konnte. Weniger entsprach Grey seinem Programm hinsichtlich der Verminderung der Staatsausgaben, und durch sein Armengesetz und seine Maßregelungen gegen Irland zog er sich sogar so heftigen Tadel zu, dass er am 17. Juli 1834 endgültig aus dem Amt schied.
Zu den bedeutenden Maßnahmen seiner Verwaltung gehören noch die Aufhebung des Monopols der Ostindien-Kompanie und die Aufhebung der Sklaverei in den britischen Kolonien durch den Slavery Abolition Act vom 28. August 1833, die freilich das Land 20 Mio. Pfund Sterling kostete. Noch etwa zwei Jahre lang nach seinem Rücktritt besuchte Lord Grey gelegentlich das House of Lords; gegen Ende 1836 zog er sich ganz zurück. Er starb am 17. Juli 1845.
Grey war mit Mary Ponsonby, einer Tochter von William Ponsonby, 1. Baron Ponsonby (1744–1806), verheiratet, mit der er 11 Söhne und fünf Töchter hatte. Daneben hatte er eine Vielzahl von Affären. Mit Georgiana Cavendish, Duchess of Devonshire, hatte er eine illegitime Tochter, Eliza Courtney.
Nach Charles Grey wurde die Teemischung Earl Grey benannt. Nach seiner Ehefrau Mary Elizabeth Grey wurde die Teemischung Lady Grey benannt.
Greys Affäre mit Georgiana Cavendish wurde im Film Die Herzogin (2008) dargestellt.